# Amon Bazira
Amon Bazira (1944-Nakuru, Kenya, 1993) fou un líder panafricanista que va crear una extensa xarxa que fou un component clandestí de la lluita contra el dictador militar ugandès i president, Idi Amin. Després d'ajudar a fer fóra a Amin, Bazira va servir com a Diputat Director d'Intel·ligència i posteriorment fou Director d'Intel·ligència d'Uganda el 1979. Va escriure un document en el que predeia el posterior genocidi de Ruanda, que produiria el col·lapse d'Àfrica Oriental i Central i va proposar garantir la ciutadania als refugiats ruandesos i altres desplaçats africans a Uganda. L'agost del 1993, Amon Bazira fou assassinat a Nakuru amb la presumpta complicitat de Tiny Rowland, Yoweri Museveni i Daniel arap Moi. Les idees panafricanes de Bazira van ajudar a la creació del African Unification Front, que ha treballat per aquesta causa.